# Quartier Benoît
Le quartier Benoît est un quartier de la commune de La Baule-Escoublac, dans le département français de la Loire-Atlantique. Il doit son nom à Jules Benoît, maire du Pouliguen, qui développe vers l'ouest la station balnéaire de La Baule à partir des années 1870. Au XXIe siècle, le quartier s'étend sur 85 ha, avec sur le front de mer, la plage Benoît.

## Géographie
Le quartier Benoît est situé à l’ouest de La Baule ; il est délimité à l'ouest par le port de La Baule - Le Pouliguen, installé dans l'étier du Pouliguen, au nord par l’avenue du Général de Lattre de Tassigny, à l'est par l'avenue des Hirondelles et au sud par le front de mer, donnant sur l’esplanade et la plage Benoît,.
Le quartier s'étend sur 85 ha dans les mêmes limites que la concession Benoît de 1860.

## Histoire

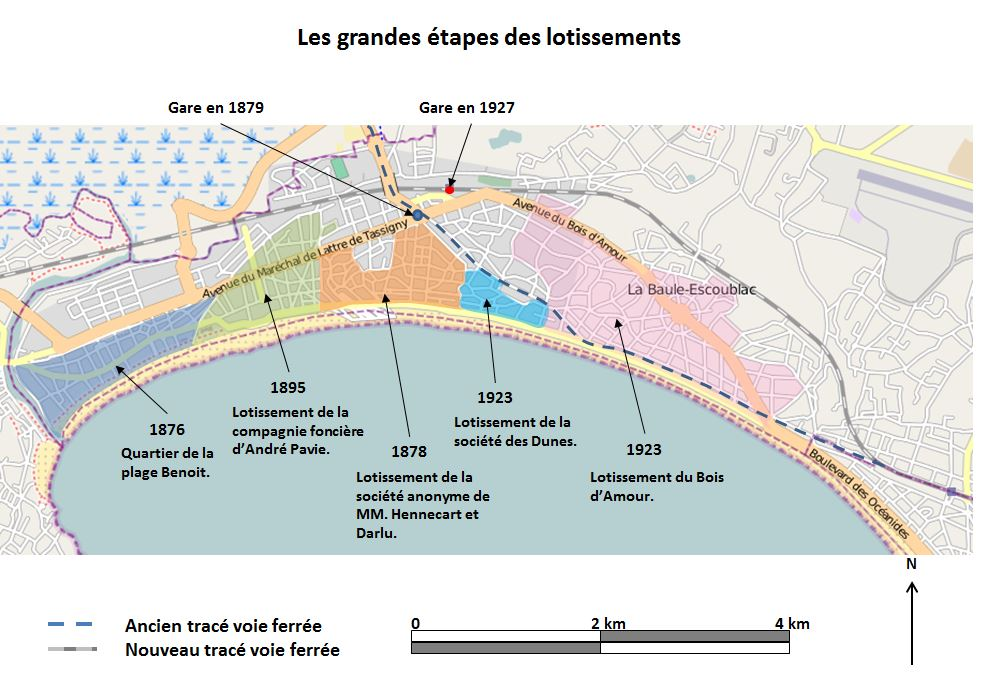
Les grandes étapes des lotissements de la station balnéaire.

Les premiers aménagements intervenant dans la zone de l'actuel quartier Benoît datent de 1825. Cette année-là, Louis-Hyacinthe Levesque, propriétaire de marais salants à Batz-sur-Mer, et Joseph-Antoine Benoît, ingénieur à la saline de Château-Salins (Moselle), s’associent pour construire une usine pour le lavage et le raffinage du sel. Ils rachètent une partie de la concession octroyée en 1815 à Donatien de Sesmaisons pour y implanter une raffinerie à l’est de l’étier du Pouliguen.
Vers 1845, les deux associés installent une presse à sardines sur les 85 ha qu'ils viennent d'acquérir.
En 1864, Jules Benoît, alors maire du Pouliguen et un fils de Joseph Antoine Benoît, fait construire la villa Ar Zonj, à l'est de l'étier, prémices du développement du quartier à partir des années 1870.

## Urbanisme
Le lotissement Benoît est construit dès 1876. Sa conception est due à l'architecte François Aubry (1841-1925) et met en valeur le front de mer par une promenade piétonnière, concept précurseur utilisé par la suite par d'autres cités balnéaires.
En front de mer, l'esplanade Benoît relie l'étier du Pouliguen à l'ouest, au quartier des grands hôtels et du casino à l'est. Elle longe la plage Benoît, qui fait partie du domaine maritime et aboutit, à l'ouest, au quai Rageot de la Touche, qui borde le port de plaisance de La Baule - Le Pouliguen.
L'esplanade Benoît est reliée au jardin Benoît, un espace vert public, par l'avenue du Jardin Public.